# Fábrica de aeronaves Wenzendorf
A  'Fábrica de Aeronaves Wenzendorf'  era uma instalação de construção de aeronaves perto de Wenzendorf, uma subsidiária da  Blohm & Voss, sendo a primeira fábrica a 25 km sudoeste do estaleiro naval. Uma segunda fábrica foi realizada em Finkenwerder aonde hoje é a Airbus para produzir aeronaves anfíbias. Entre 1935 e 1944, havia-se construído cerca de 600 aeronaves, incluindo o caça a jato  Messerschmitt Me 262.

## História
No início dos anos 1930, a gestão do estaleiro da Blohm & Voss, em Hamburg estava à procura de um local para uma fábrica de montagem de aeronaves para diversificar sua oferta. Com a aprovação do Ministério da aviação foi escolhido uma área em Wenzendorf. Final de setembro de 1935, a fábrica foi inaugurada. O primeiro avião, um Dornier Do 23, vôou em dezembro de 1935. Em 1940, cerca de 600 aeronaves de vários tipos foram montados e entregues. Nos anos seguintes, aeronaves de assento único foram principalmente convertidas em dois lugares para treinamento. Em meados de 1944 fabricou-se o Me 262.
De 1930 a 1945, a Blohm & Voss também construiu aviões em uma segunda fábrica, denominada Hamburger Flugzeugbau em Finkenwerder para fabricar hidroaviões, à Lufthansa, e à Força Aérea Alemã, a Luftwaffe. De especial destaque são as construções de aviões de designs assimétricos. Apesar do ramo da aviação ser originalmente conhecido como Hamburger Flugzeugbau, e os seus aviões usarem as designações "Ha", rapidamente caiu em desuso, passando os novos modelos a receber diretamente a designação "BV".
Em um bombardeamento da Força Aérea dos EUA, a planta foi em 06 de outubro de 1944 severamente danificada e três meses depois quase completamente destruída em um segundo ataque. Não foi reconstruída e foi completamente demolida após a guerra. Hoje se tem um campo de planadores gramado de um clube da Airbus. O restante é usado para a agricultura.

## Localização
Em imagens aéreas o antigo local da planta ainda é identificável pela forma ligeiramente arredondada nas áreas agrícolas, bem como restos de piso de concreto.

## Aeronaves produzidas
- Dornier Do 23,
- Dornier Do 17,
- Junkers Ju 34,
- Junkers Ju 86,
- Junkers Ju 88,
- Blohm & Voss BV 40, planador interceptador,
- Blohm & Voss Ha 137, protótipo bombardeiro de mergulho,
- Blohm & Voss BV 138, hidroavião de patrulha militar (primeiras versões designadas por Ha 138),
- Blohm & Voss Ha 139, hidroavião de longo alcance,
- Blohm & Voss Ha 140, protótipo de um hidroavião torpedeiro,
- Blohm & Voss BV 141, reconhecimento (assimétrico),
- Blohm & Voss  BV 155B,
- Blohm & Voss BV 142, reconhecimento e transporte,
- Blohm & Voss BV 143, protótipo,
- Blohm & Voss BV 144, avião de transporte,
- Blohm & Voss BV 155, interceptador de grande altitude (inicialmente Me 155),
- Blohm & Voss BV 222 Wiking (Viking), hidroavião de transporte,
- Blohm & Voss Bv 238, protótipo de hidroavião,
- Blohm & Voss BV 246 Hagelkorn (Granizo),
- Messerschmitt Me 109,
- Messerschmitt Me 110,
- Messerschmitt Me 210,
- Messerschmitt Me 262